# Condado de Allegany (Nova Iorque)
O Condado de Allegany (em inglês:  Allegany County) é um dos 62 condados do estado americano de Nova Iorque. A sede do condado é Belmont, e sua cidade mais populosa é Wellsville. Foi fundado em 1806.
O condado tem uma área de 2 680 km², dos quais 2 670 km² estão cobertos por terra e 13 km² por água, uma população de 48 946 habitantes, e uma densidade populacional de 18,3 hab/km² (segundo o censo nacional de 2010).